# Wolfgang John
Wolfgang John (* 14. Januar 1945) ist ein deutscher ehemaliger Fußballspieler und Trainer.

## Sportlicher Werdegang
John begann seine Fußballlaufbahn beim ASK Vorwärts Berlin. 1966 flüchtete er in einer US-Uniform aus der DDR, seine spätere Ehefrau Beauty Milton hatte ihn dabei unterstützt. Von 1966 bis 1969 spielte er in Österreich für Austria Wien. Er wurde aber in der Nationalliga nicht eingesetzt.
1969 kehrte er nach Deutschland zurück und spielte in der Saison 1969/70 für Tasmania Berlin in der Regionalliga Berlin, wo er in 21 Spielen 21 Tore schoss. Beim 1. FC Köln unterzeichnete er in der Folge einen Lizenzspielervertrag über zwei Jahre. Sein Versuch, sich in der Bundesliga einen Namen zu machen, scheiterte jedoch: In der Saison 1970/71 kam John nur zu jeweils einer Einwechslung in der Liga und im UEFA-Cup. Nach einer Anklage wegen Diebstahls löste der Klub im Februar 1971 das Vertragsverhältnis, kurze Zeit später wurde er zu einer Bewährungsstrafe und einer Geldstrafe verurteilt.
John kehrte nach Berlin zurück und spielte in der Saison 1971/72 für Blau-Weiß 90 Berlin. In der Regionalliga Berlin war John zu seiner Zeit, den frühen 1970ern, einer der Toptorjäger. Für Blau-Weiß 90 war der damals 27-Jährige 1971/72 Torschützenkönig mit 39 Treffern in 33 Spieltagen. Bei Standard Lüttich in der belgischen Liga konnte der Stürmer nach seiner Rekordsaison mit Blau-Weiß 90 trotz einer beeindruckenden Torquote in seinen wenigen Spielen nicht Fuß fassen, auch aufgrund der Regelungen zu ausländischen Spielern stand er unter Trainer René Hauss im Schatten von insbesondere Spielmacher Silvester Takač sowie dessen jugoslawischen Landsmännern Džemaludin Mušović und Zdravko Brkljačić und des Schweden Tommy Svensson. Nach seiner Rückkehr nach Berlin 1973 spielte John bis Ende 1975 mit Wacker 04 Berlin erfolglos um den Bundesligaaufstieg und anschließend in der 2. Bundesliga. Für Wacker schoss er 29 Tore in 49 Spielen in der 2. Bundesliga. 
Im Dezember 1975 verpflichtete der abstiegsbedrohte Zweitligist FC St. Pauli John sowie Gino Ferrin und Sören Skov. Mit fünf Toren in 17 Spielen trug er zum Klassenerhalt am Ende der Zweitliga-Saison 1975/76 bei, anschließend endete das Vertragsverhältnis.
Als Trainer führte John Hertha Zehlendorf 1979 zur Meisterschaft der damals drittklassigen Oberliga Berlin. In den Aufstiegsspielen zur 2. Bundesliga gegen OSC Bremerhaven scheiterte er nach Ergebnissen von 5:4 und 0:1 nur aufgrund der Auswärtstor-Regel.

## Statistik
- Bundesliga
1 Spiel 1. FC Köln
- 2. Bundesliga
49 Spiele; 29 Tore Wacker 04 Berlin
17 Spiele; 5 Tore FC St. Pauli
- Regionalliga Berlin
21 Spiele; 21 Tore Tasmania Berlin
33 Spiele; 39 Tore Blau-Weiß 90 Berlin
18 Spiele; 11 Tore Wacker 04 Berlin
- DFB-Pokal
1 Spiel 1. FC Köln
- UEFA-Cup
1 Spiel 1. FC Köln
- Belgische Liga
8 Spiele; 5 Tore Standard Lüttich

## Erfolge
- 1971 DFB-Pokal-Finale
- Belgien Pokal-Finale 1973 mit Standard Lüttich (1 Tor)